# Eume (España)
Eume (llamada oficialmente San Pedro de Eume) es una parroquia española del municipio de Puentes de García Rodríguez, en la provincia de La Coruña, Galicia.

## Entidades de población
Entidades de población que forman parte de la parroquia:
- A Pereira (Pereira de Arriba)
- Bouza (A Bouza)
- Cadabás Grandes (Os Cadavás Grandes)
- Cadabás Pequenos (Os Cadavás Pequenos)
- Cameleiros (Os Cameleiros)
- Couce (O Couce)
- Cruz (A Cruz)
- Cruz do Rosendo (A Cruz de Rosende)
- Filgueira (A Filgueira)
- Fragachá
- Gallel (O Gallel)
- Lamas
- Lamela (A Lamela)
- Murixoso (Morixoso)
- Paipaz
- Pereira de Abaixo
- Pumar (O Pumar)
- Ramallal (O Ramallal)
- Rego dos Bácaros (O Rego dos Bácaros)
- Teixedelos
- A Corna

## Despoblados
- Apereira (A Pereira)
- Carballo (O Carballo)
- Cornas
- Fraga Redonda
- Louseira (A Louseira)

## Demografía
| Gráfica de evolución demográfica de Eume entre 2000 y 2019 |
|                                                            |
| Datos según el nomenclátor publicado por el INE.           |